# Hideaki Miyoshi
Hideaki Miyoshi (三好 秀昌), né le 18 février 1960, est un pilote de rallyes japonais.

## Biographie
Ce pilote nippon a débuté en compétition automobile internationale en 1994, au rallye de Pologne.
Il a participé à 14 rallyes WRC, de 1995 à 2006.

## Palmarès
- 2008: Champion d'Afrique des rallyes (APRC), sur Mitsubishi Lancer Evo IX;
  - 4e au classement P-WRC du championnat mondial des voitures de production en 1996.

## 1 victoire en championnat d'Afrique des rallyes
- 2008: Rallye du Zimbabwe (copilote Hakaru Ichino);
  - 1995 et 2007: 4e du rallye safari du Kenya (8e en 1996, 10e en 1999).